# Aktin

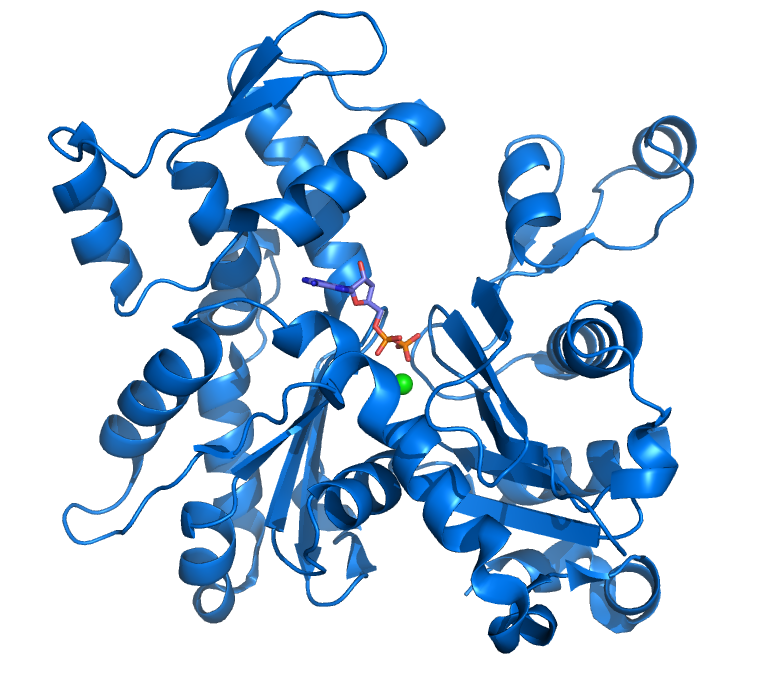
Aktin

Aktin är ett protein som tillsammans med proteinet myosin svarar för muskelkontraktionen. Det finns ett antal undergrupper till aktin; de tre huvudgrupperna är alfa-/beta-/gamma-aktin. Alfa-aktin svarar primärt för muskelkontraktioner, gamma-aktin som komponent i stressfibrer och beta-aktin som komponent i leading strand i cellrörelser. Vid tillverkning av aktinkedjor, som sker i tre faser, adderas ett antal G-aktiner (globulära) via polymerisering till långa filament, där G-aktinet då kallas F-aktin (filamin). Elongeringen sker snabbast i plusändan. Närvaro av ATP medför snabbare polymerisering men är inget krav. 

## Aktintrådar
Aktinfilament eller aktintrådar är den vanligaste typen av proteintrådar i cellskelettet. De är tunnare än både mikrotubuli och intermediära trådar. De består av proteinet aktin. Tråden bildas av aktinmolekyler vilka är hopfogade i spiral. Ofta ligger flera trådar tillsammans och bildar trådbuntar. Aktintrådar finns i hela cellen men är koncentrerade framförallt till delarna närmast cellmembranet. De ger form och stöd åt utskott i cellmembranet.
Cellerna i tarmväggen har på den sida som vetter mot tarmkanalen långa fingerlika utskott. Utskotten ger cellerna en större yta att ta upp näringsämnen med från tarmen. Utskotten stöds inuti av aktintrådar.
Aktintrådar bildar också tillfälliga utskott i cellytan. De spelar en viktig roll vid amöboid rörelse. Genom att flytta aktinmolekyler mellan olika aktintrådar i cellen förlängs vissa trådar medan andra förkortas.  En amöba rör sig genom att förlänga aktintrådarna i rörelseriktningen och på så sätt få cellen att sträckas fram i ett utskott. Cellen fäster det främsta utskottet vid underlaget, samtidigt som den släpper baktill, bakändan av cellen följer då med. Förlängda aktintrådar bildar också de utskott som omsluter födopartiklar vid endocytos.
Vid celldelning skiljs de två dottercellerna åt genom att en ring av aktintrådar snörper samman cellmembranet.
Tillsammans med aktintrådar finns ofta ett annat protein som heter myosin. Myosin är ett exempel på ett motorprotein, dvs. ett protein som kan "gå" över en yta. Myosinmolekylerna förflyttar sig genom att röra sig fram och tillbaka med små "fötter", rörelserna hos myosin får energi genom att ATP (adenosintrifosfat) sönderdelas.
Myosinmolekyler kan vara bundna vid membranblåsor; på så sätt transporteras ämnen i membranblåsor längs aktintrådar genom cellen. Myosin kan också få två aktintrådar att glida mot varandra i motsatt riktning. Denna rörelse får cellmembranet att snöras ihop och klippas av, när en cell delar sig i två dotterceller. En ring av överlappande aktintrådar bildas kring cellens ekvator. Myosinmolekylernas arbete får aktintrådarna i ringen att överlappa allt mer och på detta sätt blir ringen trängre och delar till slut cellen i två halvor.
Även muskelceller drar ihop sig med hjälp av aktintrådar och myosin. I växtcellen får sammandragningar orsakade av aktin och myosin cytoplasman att strömma runt. Detta är nödvändigt för transport av material inom växtcellerna.